# تاتيانا أميرة اليونان والدنمارك
تاتيانا أميرة اليونان والدنمارك (بالإسبانية: Princess Tatiana of Greece and Denmark) (28 أغسطس 1980) زوجه نيكولاوس أمير اليونان والدنمارك.